# Hamilton (Montana)
 For alternative betydninger, se Hamilton. (Se også artikler, som begynder med Hamilton)
Hamilton er en amerikansk by og administrativt centrum for det amerikanske county Ravalli County i staten Montana. I 2000 havde byen et indbyggertal på 3.705.

## Ekstern henvisning
- Billings hjemmeside (engelsk)

46°14′54″N 114°09′35″V / 46.2483°N 114.1597°V